# Salomon Jakob Gyllenadler
Salomon Jakob Gyllenadler, född 14 april 1752 i Stockholm, död 23 augusti 1804 i Nyköping, var en svensk militär och ämbetsman.

## Biografi
Salomon Jakob Gyllenadler var son till lagmannen Claes Jacob Gyllenadler och Christina Charlotta Wester, vars mor var friherrinnan Kruse af Verchou. Sedan han från sexårsåldern varit volontär vid Livregementet till häst, blev han sexton år gammal korpral och hade sedan 1783 rang av ryttmästare vid samma regemente när han 1792 blev major vid Livregementets kyrassiärer. År 1794 blev han landshövding i Nyköpings län.
Gyllenadler var först gift med Johanna Sofia Albom, ett äktenskap som förde fideikommisset Näs till släkten. Han gifte sedan han blivit änkling om sig med grevinnan Vivika Sofia Bonde af Björnö, dotter till Carl Bonde (1741–1791).